# Canthonini
Tribu
Synonymes
- Canthonides van Lansberge, 1875
- Coprobiadae H. C. C. Burmeister, 1873
- Deltochilides Lacordaire, 1856
- Deltochilini Lacordaire, 1856
- Epilissides van Lansberge, 1875
- Epirinides van Lansberge, 1875
- Minthophilides Lacordaire, 1856
- Panelini Arrow, 1931

Les Canthonini (ou Deltochilini) sont une tribu d'insectes coléoptères de la famille des Scarabaeidae et de la sous-famille des Scarabaeinae.

## Genres
- Agamopus
- Aleiantus
- Aliuscanthoniola
- Amphistomus
- Anachalcos
- Anisocanthon
- Anomiopus
- Anonthobium
- Aphengoecus
- Apotolamprus
- Aptenocanthon
- Apterepilissus
- Arachnodes
- Aulacopris
- Baloghonthobium
- Bohepilissus
- Boletoscapter
- Byrrhidium
- Caeconthobium
- Cambefortantus
- Canthochilum
- Canthodimorpha
- Canthon
- Canthonella
- Canthonidia
- Canthonosoma
- Canthotrypes
- Cephalodesmius
- Circellium
- Coproecus
- Cryptocanthon
- Deltepilissus
- Deltochilum
- Diorygopyx
- Drogo
- Dwesasilvasedis
- Endroedyolus
- Epactoides
- Epilissus
- Epirinus
- Eudinopus
- Falsignambia
- Gyronotus
- Hammondantus
- Hansreia
- Holocanthon
- Ignambia
- Janssensantus
- Lambroma
- Lepanus
- Macropanelus
- Madaphacosoma
- Malagoniella
- Megathopa
- Megathoposoma
- Melanocanthon
- Mentophilus
- Monoplistes
- Namakwanus
- Nanos
- Nebulasilvius
- Nesovinsonia
- Ochicanthon
- Odontoloma
- Oficanthon
- Onthobium
- Outenikwanus
- Panelus
- Paracanthon
- Parvuhowdenius
- Peckolus
- Penalus
- Phacosomoides
- Pseudignambia
- Pseudocanthon
- Pseudonthobium
- Pseudophacosoma
- Pycnopanelus
- Saphobiamorpha
- Saphobius
- Sauvagesinella
- Scybalocanthon
- Scybalophagus
- Sikorantus
- Silvaphilus
- Sinapisoma
- Sphaerocanthon
- Streblopus
- Sylvicanthon
- Tanzanolus
- Temnoplectron
- Tesserodon
- Tesserodoniella
- Tetraechma
- Vulcanocanthon
- Xenocanthon
- Zonocopris